# Bosellia
Bosellia Trinchese, 1891 è un genere di molluschi marini sacoglossi della famiglia Plakobranchidae.

## Distribuzione e habitat
Il genere è diffuso nelle acque temperate del mar Mediterraneo e dell'Atlantico.

## Tassonomia
In passato il genere era considerato come unico genere della famiglia monotipica Boselliidae.
Attualmente il World Register of Marine Species (2020) assegna il genere Bosellia alla famiglia Plakobranchidae, riconoscendo come valide le seguenti specie:
- Bosellia cohellia Marcus, 1978
- Bosellia corinneae Marcus, 1973
- Bosellia curasoae Er. Marcus & Ev. Marcus, 1970
- Bosellia levis Fernandez-Ovies & Ortea, 1986
- Bosellia mimetica Trinchese, 1890

Sinonimi
- Bosellia leve Fernández-Ovies & Ortea, 1986: sinonimo di Bosellia levis Fernandez-Ovies & Ortea, 1986
- Bosellia marcusi Ev. Marcus, 1972: sinonimo di Elysia marcusi (Ev. Marcus, 1972)